# Stenus gallicus
Stenus gallicus – gatunek chrząszcza z rodziny kusakowatych i podrodziny myśliczków (Steninae).
Gatunek ten został opisany w 1873 roku przez Alberta Fauvela. Przez część badaczy uznawany jest za odmianę Stenus excubitor.
Chrząszcz o ciele długości od 3,7 do 4 mm, delikatnie punktowanym. Przedplecze ma nieco węższe od pokryw, ale dłuższe niż ich szew. Początkowe tergity odwłoka mają pośrodku części nasadowych pojedyncze, krótkie listewki. Co najmniej cztery pierwsze tergity mają boczne brzegi odgraniczone szerokimi bruzdami. Odnóża są ubarwione czarno. Smukłe tylne stopy prawie dorównują długością goleniom.
Owad palearktyczny, rozprzestrzeniony od środkowej części Europy przez jej południowo-wschodnią część po Kaukaz. Zasiedla torfowiska i wilgotne łąki, gdzie przebywa wśród mchów i pod opadłymi liśćmi.